# Fernando de los Ríos y Acuña
Fernando de los Ríos y Acuña (nacido el 12 de enero de 1829 en Ronda, Málaga) fue político.

## Reseña biográfica
En 1850 se licenció en Jurisprudencia.
Trabajó como oficial en los Gobiernos Civiles de Barcelona (1852), Granada (1853) y Cádiz (1855).
En 1856 fue secretario del Gobierno Civil de Cádiz.
Fue jefe civil del distrito de Las Palmas de Gran Canaria.
En 1858 fue gobernador civil de Teruel.
Fue gobernador civil de la provincia de Zaragoza por R.D..de 2 de marzo de 1860.
Del 21 de marzo de 1860 al 27 de marzo de 1861 fue Presidente de la Diputación Provincial de Zaragoza.
En 1863 fue Ordenador General de Pagos del Ministerio de la Gobernación.
Fue Auditor Honorario de la Marina.

## Condecoraciones
- Caballero de la Orden de San Gregorio el Magno de Roma.[1]
- Caballero de la Orden Militar deSan Juan de Jerusalén.[1]
- Comendador de la Real y Distinguida Orden de Carlos III.[1]

| Predecesor: Jorge Barber | Presidente de la Diputación Provincial de Zaragoza 21 de marzo de 1860 - 27 de marzo de 1861 | Sucesor: Jorge Barber |